# Avelina Adelma Gossweiler
Avelina Adelma Gossweiler (1897) fue una médica argentina, la tercera graduada en la Universidad Nacional de Rosario (entonces parte de la del Litoral).

## Breve reseña
La Universidad Nacional de Rosario abrió su escuela de Medicina en 1920. Se inscribieron 166 estudiantes, entre los que solo ocho eran mujeres. De ellas consta que Francisca Montaut, fue la primera graduada en julio de 1929, que María Beljover de Uriarte, egresó en marzo de 1930 y que Avelina Adelma Gossweiler lo hizo en julio de 1930.

## Mujeres en la profesión médica
Avelina Adelma Gossweiler fue una de las primeras mujeres en Argentina que lograron formarse y obtener su grado universitario en Medicina, en las primeras décadas del siglo XX.